# András Sebestyén
András Sebestyén (Debrecen, 6 februari 1917 – 1995) was een Hongaars componist, muziekpedagoog en dirigent.

## Levensloop
Sebestyén studeerde aan de Ferenc Liszt-Akademie voor muziek (Hongaars: Liszt Ferenc Zeneművészeti Egyetem) in Boedapest onder andere bij Zoltán Kodály. In 1940 is hij aldaar afgestudeerd.
Hij is onder andere dirigent van het A Magyar Rádió és Televízió Szimfonikus Zenekara, het Hongaarse Radio-Symfonieorkest, uit Boedapest. Met dit orkest heeft hij verschillende langspeelplaten en cd's opgenomen, vooral met lichte muziek, operettes en filmmuziek. Hij schreef de bewerking voor orkest van Kállai kettõs van Zoltán Kodály.
Als componist schreef hij verschillende werken voor harmonieorkest en twee heel bekende werken voor drie celli.

## Composities

### Werken voor harmonieorkest
- 1985 Gaities, voor harmonieorkest
- 1985 Marcia piccola, voor harmonieorkest
- 1985 Vidámságok, voor harmonieorkest
- Four jolly pieces, voor harmonieorkest

### Kamermuziek
- 1939 Adagio, voor cello en piano
- 1960 Rondo burlesco, voor dwarsfluit en piano
- 1965 Scherzo gordonkára, zongorakísérettel, voor cello en piano
- 1971 Nyolc kis etʺd három gordonkára, acht korte studies voor drie celli
- Pizzicato, voor drie celli
- Spiccato, voor drie celli

### Filmmuziek
- 1973 A palacsintás király
- 1976 Csongor és Tünde
- 1978 A zebegényiek